# Tigrovo oko
| Ime: Tigrovo oko                |
| ------------------------------- |
| Skupina: Oksidi                 |
| Kristalni sistem: Trigonalen    |
| Kemijska formula: SiO2          |
| Trdota: 7                       |
| Gostota: 2,65                   |
| Razkolnost: Brez razkolnosti    |
| Lom: Iverast ali školjkast      |
| Barva: Rumenorjava              |
| Barva črte: Bela                |
| Sijaj: Steklast do svilnat      |
| Fluorescenca: Brez fluorescence |

Tigrovo oko je redka oblika kremena, ki ima rumene in zlatorjave črte. Je zelo priljubljen plemeniti kamen in se uporablja tudi za okrasje.Samo tigrovo oko pa je manj pogost različek kremena. Predstavlja pseudomorfozo kremena po krokidolitu, ki je znan tudi kot modri azbest. Krokidolit je magmatskega izvora in je kristaliziral pod Zemljinim površjem. Pseudomorfoza kremena po krokidolitu pa je potekala, ko je krokidolit prišel v stik s hidrotermalnimi raztopinami bliže Zemljinemu površju. Tigrovo oko se pogosteje pojavlja v z železom bogatih mineralih amfiboli.
Sestavljajo ga vlaknati kristali kremena in je večinoma rumene ter zlatorjave barve. Vsebuje primesi železovega oksida, ki mu dajejo značilne tigrove črte. Tigrovo oko je različek kremena. Vlaknati kristali krokidolita kot primes kristalom kremena mineralu dajejo značilen učinek mačjega očesa. Tigrovo oko je vselej oblika kremena, ki svoje značilne rumene in zlatorjave črte dobi zaradi vključkov železovega oksida.

## Nastajanje
Krokidolit je drug pomemben mineral, ki zaradi svoje vlaknate oblike predstavlja osnovo tigrovega očesa. Je vlaknata oblika minerala ribekita in se imenuje tudi modri azbest. Je silikatželeza in natrija in ima značilenvlaknat habitus. Tekočine, ki krožijo skozi zemeljsko skorjo, pogosto raztapljajo krokidolit. Iste tekočine s seboj odnašajo različne elemente in odlagajo silicij in kisik, da lahko na mestu raztopljenih vlaken krokidolita kristali kremen - pseudomorfoza kremena po krokidolitu. Zato ima tako nastali kremen vlaknast habitus. Železov oksid, ki daje rjavkasto barvo, se obarja kot posledica raztapljanja krokidolita. Posledica naštetih reakcij je vidna, ko tak kamen odbija svetlobo na značilen način, ki ga imenujemo učinek mačjega očesa. Drug različek kremena z učinkom mačjega očesa se imenuje sokolje oko. Sokolje oko se oblikuje, kadar na enak način, kot je opisano v prejšnjem odstavku, pride do kombinacije krokidolita s kremenom. V končnem produktu je še vedno vidna modro-siva ali modro-zelena barva prvotnega krokidolita.

## Brušenje
Tigrova očesa imajo izrazit svilnat sijaj, ki se zgoščeno pojavi na izmeničnih vodoravnih črtah vzdolž površine kamna. Te učinke je z različnimi stopnjami glajenja in brušenja možno še povečati. kamen režemo tako, da so barvne plasti razporojene čim bolj pravokotno na ravnino brušenja. Tigrovo oko večinoma brusijo v kabošon, običajnov ovalno, včasih tudi v okroglo obliko.
Tigrovo oko, ki ga polirajo in brusijo na ta način, uporabljajo za izdelavo vrste drobnih okraskov ter brošk. Iz tigrovega očesa so včasih izdelani tudi večji predmeti, kot so sklede in vaze.

## Nahajališča
Tigrovo oko je oblika kremena, ki je eden najbolj razširjenih kamninotvornih mineralov. Najpomembnejša nahajališča tigrovega očesa so dkrili na zahodu Kimberleya v Južni Afriki. Drugi pomembni viri so Zahodna Avstralija, Brazilija, Myanmar, Indija in Šrilanka.